# Vlašić
Vlašić je planina u srednjoj Bosni. Prostire se u općini Travnik. Njegov je najveći vrh Paljenik (Opaljenik) (1.933 m). Vlašićka visoravan je visoka 1.300 m, a poznata je po glasovitoj tradiciji spravljanja vlašićkog sira, kao i turizmu na Babanovcu, gdje se vremenom etablirao novi bosanskohercegovački centar zimskog turizma, kojeg posjećuju i strani gosti, zahvaljujući otvaranju skijaških staza i novih hotela. Na planini Vlašiću izvire rijeka Ugar.
Prema nekim izvorima, planina je ime dobila prema nomadskim Vlasima, koji su navodno nekoć naseljavali njeno područje.
Vlašićka visoravan počinje kod vrha Ljute grede. Ka jugu se prostire golemi travnjak sa sočnim livadama prema Vlaškoj gromili i Paljeniku. Brojna stada (dželepi) ovaca pasu po tim livadama od ranog proljeća do kasne jeseni. Središte proizvodnje vlašićkog sira je na ovom mjestu. Zimi privlači strastvene skijaše. Za njihove je potrebe krajem 1930-ih počela gradnja velike planinarske kuće u srcu Vlašića, kod vrela Kraljice ispod Crnog vrha (1731 m). Druga planinarska kuća je na Devečanima (1768 m), kamo vode dobri markirani putevi iz Travnika i iz Turbeta preko Paklareva. Vlašićki masiv ka zapadu prelazi u Karaulu goru preko koje se povezuje s Komar-planinom. Iznad Paklareva Galica prelazi u Vlašić. S istoka ograničuju ga rječice Kozica i Bila.
Vlašić je i pogodan kraj za uzgoj pčela u ovom dijelu Europe, a razvija se i seoski turizam.